# Receptor de dopamina
Receptores de Dopamina são uma classe de receptores acoplados a proteína G (GPCR) que agem primariamente no Sistema Nervoso Central de forma pré-sináptica ou pós-sináptica, mas podem agir também em outros sistemas com diferentes formas de sinalização. O agonista endógeno deste receptor é a Dopamina (3-hidroxitiramina). 

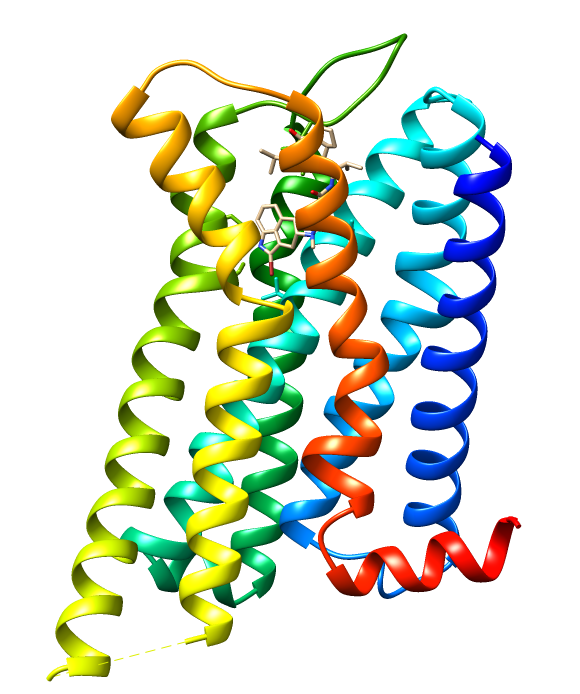
Receptor de Dopamina D2

Estes receptores são relacionados a quatro grandes vias dopaminérgicas originadas dos grupos neuronais A8, A9 e A10. Os neurônios desses grupos fazem parte de diversas funções do Sistema Nervoso Central, que incluem: movimentos voluntários, sono, atenção, memória, aprendizado, fome, afeto e recompensa. E no Sistema Nervoso Periférico: olfato, processos retinais, regulação hormonal, função cardiovascular, regulação simpática, sistema imunológico e funções renais.
Por serem receptores com tantas funções, existem diversas patologias relacionadas a seu mal funcionamento elevando o interesse em estudos farmacológicos que abranjam esta área. Isso pode ser visto no uso de antagonistas do receptor de dopamina para tratamento de portadores de esquizofrenia pelo uso de antipsicóticos.

## Subtipos
Existem ao todo, cinco subtipos diferentes de Receptores de Dopamina, esses subtipos podem classificados em dois grupos distintos, D1 e D2.

### Expressão e Estrutura
- Receptores de Dopamina de classe D1: Acoplados a proteína Gαs e Golf. Interagem positivamente com Adenilato Ciclase (AC), aumentando a concentração intracelular de Adenosina Monofosfato Cíclico (cAMP).
  - D1: transcrito pelo gene Receptor de Dopamina D1 (DRD1). Expressos exclusivamente de forma pós-sináptica.
  - D5: transcrito pelo gene Receptor de Dopamina D5 (DRD5).
- Receptores de Dopamina de classe D2: Acoplados a proteína Gαi. Interagem negativamente com Adenilato Ciclase (AC), diminuindo a concentração intracelular de Adenosina Monofosfato (cAMP).
  - D2: transcrito pelo gene Receptor de Dopamina D2 (DRD2). Este gene possui em sua estrutura genética a presença de seis íntrons, isso possibilita que esse gene possa ser expresso por splicing alternativo de duas formas, D2S (D2-short) e D2L (D2-long)[8][9].
    - D2S: é expresso predominantemente de forma pré-sináptica, mais comumente associado a funções como autoreceptor.
    - D2L: é expresso predominantemente de forma pós-sináptica[10][11].

  - D3: transcrito pelo gene Receptor de Dopamina D3 (DRD3). Este receptor tem sua distribuição mais limitada ao Núcleo Accumbens, Bulbo Olfatório e Ilhas de Calleja[12][13].
  - D4: transcrito pelo gene Receptor de Dopamina (DRD4). Tem o menor nível de expressão no cérebro entre todos os Receptores de Dopamina, tendo sido observado no córtex frontal, amídala, hipocampo, hipotálamo, globo pálido, porção reticular da substância nigra e tálamo[13][14].

### Funções
- D1: A ativação do Receptor de Dopamina D1 parece ter leve efeito estimulante sob a atividade locomotora.
- D2:  A ativação do Receptor de Dopamina D2S costuma causar queda na liberação de Dopamina e consequentemente uma inibição sob a atividade locomotora. A ativação de seu splicing alternativo, D2L estimula a locomoção. O Receptor de Dopamina D2 é o principal autoreceptor de Dopamina e está envolvido na regulação da cadência de disparos neuronais, síntese de dopamina e liberação de dopamina[11][10].
- D3:  A ativação deste receptor está relacionada as ações regulatórias pré-sinápticas do Receptor de Dopamina D2[11]. Ele pode também estar envolvido em uma leve inibição da locomoção[4][15].
- D4: A função deste receptor parece ser mínima e contribui para o controle de movimento.
- D5: Assim como o Receptor de Dopamina D4 as funções deste receptor parecem ser mínimas e contribuírem para o controle de movimento[14][4].

Alguns receptores podem exercer funções secundárias:
- Dentro do Sistema Nervoso Central:
  - D1, D2 e D3 são extremamente envolvidos na via de recompensa e reforço. Isso faz destes receptores, importantes tópicos em pesquisas sobre dependência química[16][17][11][18].
  - D1 e D2 aparentam ser de extrema importância para os mecanismos de aprendizado e memória[19][20].
  - D2 demonstra ter um papel central em reações psicóticas observadas em Esquizofrenia e Transtorno bipolar[2][21].

- Fora do Sistema Nervoso Central:
  - Outras funções podem ser atribuídas aos Receptores de Dopamina agindo fora do SNC, como: olfato; visão; regulação hormonal (Regulação da secreção de prolactina mediada por receptor de dopamina D2 pituitário, secreção de renina mediada por receptor de dopamina D1 renal, regulação da secreção de aldosterona mediada por receptor de dopamina D2 da glândula adrenal); Regulação da função renal por D1, D2 e D4; pressão sanguínea; vasodilatação; e motilidade gastrointestinal[22][23][24][5][25].

## Mecanismo de Sinalização
Os receptores de dopamina D1 e D5 são receptores acoplados à proteína Gs que estimulam a adenilato ciclase a produzir cAMP, que por sua vez aumenta o cálcio intracelular e media várias outras funções. A classe de receptores D2 produz o efeito oposto, uma vez que são receptores acoplados à proteína Gαi, o que bloqueia a atividade da adenilato ciclase. A atividade da proteína quinase A mediada pelo cAMP também resulta na fosforilação de DARPP-32, um inibidor da proteína fosfatase 1. A atividade sustentada do receptor D1 é controlada pela quinase dependente de ciclina 5. A ativação do receptor de dopamina da quinase de proteína Ca2+/calmodulina-dependente II pode ser dependente ou independente de cAMP..
A via mediada pelo cAMP resulta na amplificação da atividade de fosforilação da quinase A, que é normalmente mantida em equilíbrio pela PP1. A inibição da PP1 mediada por DARPP-32 amplifica a fosforilação da quinase A nos canais de potássio retificadores internos, AMPA e NMDA, aumentando as correntes de AMPA e NMDA, enquanto diminui a condutância do potássio.

### Independente de cAMP
O agonismo do receptor D1 e o bloqueio do receptor D2 também aumentam a tradução do mRNA por meio da fosforilação da proteína ribossômica S6, resultando na ativação de mTOR. As implicações comportamentais são desconhecidas. Os receptores de dopamina também podem regular os canais iônicos e o BDNF independentemente do cAMP, possivelmente por meio de interações diretas. Há evidências de que o agonismo do receptor D1 regula a fosfolipase C independentemente do cAMP, no entanto, as implicações e mecanismos ainda são pouco compreendidos. A sinalização do receptor D2 pode mediar a atividade da quinase de proteína B, da arrestina beta 2 e do GSK-3, e a inibição dessas proteínas resulta na inibição da hiperlocomoção em ratos tratados com anfetaminas. Os receptores de dopamina também podem transativar as tirosina quinases de receptor.
O recrutamento da arrestina beta é mediada por quinases de proteínas G que fosforilam e inativam os receptores de dopamina após a estimulação. Embora a arrestina beta desempenhe um papel na dessensibilização do receptor, também pode ser essencial na mediação dos efeitos downstream dos receptores de dopamina. Foi demonstrado que a arrestina beta forma complexos com a quinase de proteína ativada por sinais extracelulares (MAP), levando à ativação das quinases reguladas por sinal extracelular. Além disso, foi demonstrado que essa via está envolvida na resposta locomotora mediada pelo receptor de dopamina D1. A estimulação do receptor de dopamina D2 resulta na formação de um complexo proteico Akt/Beta-arrestin/PP2A que inibe a Akt por meio da fosforilação da PP2A, desinibindo assim o GSK-3.